# 中村泰輔
中村 泰輔（なかむら だいすけ、1988年10月25日 - ）は、日本の作曲家、ボーカリスト。
いしわたり淳治、野村陽一郎と共に結成した音楽ユニットTHE BLACKBANDのボーカリスト。東京都出身(出生地は沖縄県那覇市)。

## 略歴
大学在学中に実姉でシンガーのManamiへの楽曲提供をきっかけに作曲家としての活動をスタートさせる。ManamiはA BATHING APEのプロデューサー・NIGOとファレル・ウィリアムスが開催したディーバ発掘オーディション「STAR BAPE SERCH」でグランプリを獲得。2009年10月21日にThe Neptunesがプロデュースをした楽曲「Back of My Mind」で世界23カ国同時デビュー。
作曲：中村泰輔、作詞・歌唱：Manami の姉弟コンビで多数の楽曲を輩出。
2016年からシンガーソングライターとしての活動をスタートさせ、同年12月には初めてとなるオリジナル曲を配信。そのうちの1曲「Beautiful Night」ではLittle Glee Monsterの楽曲「幸せのかけら」で作詞/作曲のコンビを組んだいしわたり淳治が歌詞を提供。
ライブでは自身のピアノ&ボーカルにギター、ドラムを加えたトリオ編成で行っている。
2018年からはManamiも加わり、姉弟でボーカルを取るスタイルでのライブを行っている。
2020年、いしわたり淳治、野村陽一郎と共に結成されたマルチ音楽ユニットTHE BLACKBANDを結成。グループでは楽曲制作とボーカルを担当。
2021年、10月2日（毎週土曜日21:30 ～ 22:00）から初のラジオレギュラーとなるNACK5 『THE BLACKBAND KOSOADO』が放送開始。

## ディスコグラフィ
| リリース   | 形態・タイトル                           | 収録曲                                                               | 作詞・作曲・編曲 |
| ---------- | ---------------------------------------- | -------------------------------------------------------------------- | --- |
| 2017年11月 | シングル Beautiful Night                 | 1.Beautiful Night 2.Cold Day                                         | 作詞：いしわたり淳治、作曲：中村泰輔、編曲：中村泰輔/野村陽一郎 作詞：小沢、作曲：中村泰輔、編曲：中村泰輔/野村陽一郎                                                                   |
| 2019年4月  | アルバム Ramune                          | 1.自由のぼくら 2.Morning Glory 3.Cold Day 4.Beautiful Night 5.Sister | 作詞：小沢、作曲・編曲：中村泰輔 作詞：小沢、作曲：中村泰輔、編曲：中村泰輔/野村陽一郎 作詞：いしわたり淳治、作曲：中村泰輔、編曲：中村泰輔/野村陽一郎 作詞：小沢、作曲・編曲：中村泰輔 |
| 2019年12月 | デジタルシングル 夜の音                  | 1.夜の音 2.ギンガ                                                    | 作詞：小沢、作曲・編曲：中村泰輔 作詞・作曲・編曲：中村泰輔 |
| 2021年6月  | デジタルシングル 朝焼けバイカラー        | 1.朝焼けバイカラー                                                   | 作詞：小沢・中村泰輔、作曲・編曲：中村泰輔 |
| 2021年8月  | デジタルシングル 欲張りな花              | 1.欲張りな花                                                         | 作詞・作曲・編曲：中村泰輔 |
| 2022年5月  | デジタルシングル Sail                    | 1.Sail                                                               | 作詞・作曲・編曲：中村泰輔 |
| 2023年2月  | デジタルシングル MAGIC, LOVE             | 1.MAGIC, LOVE                                                        | 作詞・作曲・編曲：中村泰輔 |
| 2023年6月  | デジタルシングル マジック,ラブ-feat.写楽 | 1.マジック,ラブ-feat.写楽                                            | 作詞・写楽 作曲・中村泰輔 |
| 2025年6月  | デジタルシングル Oleo                    | 1.Oleo                                                               | 作詞・作曲・中村泰輔 |
| 2025年7月  | デジタルシングル 部屋と蝶                | 1.部屋の蝶                                                           | 作詞・作曲・中村泰輔 |
| 2025年8月  | デジタルシングル カフウ                  | 1.カフウ                                                             | 作詞・作曲・中村泰輔 |

## THE BLACKBAND ディスコグラフィ
| リリース      | 形態・タイトル                                            | 収録曲                       | 作詞・作曲・編曲                                                         |
| ------------- | --------------------------------------------------------- | ---------------------------- | ------------------------------------------------------------------------ |
| 2021年3月     | 1st digital single ビー・マイ・フレンド                   | ビー・マイ・フレンド         | 作詞：いしわたり淳治 / 作曲：野村陽一郎 / 中村泰輔 / 編曲：THE BLACKBAND |
| 2021年5月     | 2nd digital single ジッパー                               | ジッパー                     | 作詞：いしわたり淳治 / 作曲：野村陽一郎 / 中村泰輔 / 編曲：THE BLACKBAND |
| 2021年7月     | 3rd digital single オーガストの風                         | オーガストの風               | 作詞：いしわたり淳治 / 作曲：野村陽一郎 / 中村泰輔 / 編曲：THE BLACKBAND |
| 2021年10月    | 4th digital single クジラ                                 | クジラ                       | 作詞：いしわたり淳治 / 作曲：野村陽一郎 / 中村泰輔 / 編曲：THE BLACKBAND |
| 2022年7月     | 5th digital single なぞなぞ                               | なぞなぞ                     | 作詞：いしわたり淳治 / 作曲：野村陽一郎 / 中村泰輔 / 編曲：THE BLACKBAND |
| 2023年1月15日 | 6th digital single ペーパーバック・ストーリーズ           | ペーパーバック・ストーリーズ | 作詞：いしわたり淳治 / 作曲：野村陽一郎 / 中村泰輔 / 編曲：THE BLACKBAND |
| 2023年5月19日 | 7th digital single 旅人よ                                 | 旅人よ                       | 作詞：いしわたり淳治 / 作曲：野村陽一郎 / 中村泰輔 / 編曲：THE BLACKBAND |
| 2023年9月2日  | 8th digital single 絶望に乾杯                             | 絶望に乾杯                   | 作詞：いしわたり淳治 /作曲：野村陽一郎・中村泰輔 / 編曲：THE BLACKBAND   |
| 2023年8月30日 | 9th digital single KISSそれは (feat.汐菜) / THE BLACKBAND | KISSそれは (feat.汐菜)       | 作詞：いしわたり淳治 /作曲：野村陽一郎・中村泰輔 / 編曲：THE BLACKBAND   |

■「オクラホマの途切れた夜」原曲：オクラホマミキサー
関西テレビ・毎週金曜深夜 0:55-1:25 放送中の「千原ジュニアの座王」のイス取りゲームを使った"即興力No.1決定戦"のコーナーで使用されている楽曲"オクラホマミキサー"にいしわたり淳治が歌詞を付け、THE BLACKBANDでアレンジverが採用され話題になった。

## 提供作品
Awich
「Come Again」（Chaki Zuluと共作）（2017年8月8日）
Iris
「小さな声」 作曲（2016年9月12日）
「月と兎」 　作曲（2017年10月18日）
足立佳奈
「ナナ色のうた」作詞（小沢と共作）作曲・編曲（2018年10月17日）
「ココロハレテ」作曲・編曲 （2017年8月30日）
「Good day」作曲・編曲 アニメ「七つの大罪 神々の逆鱗」エンディングテーマ（2020年1月15日）
「私へ。」作曲　足立佳奈と共作　編曲（2019年4月24日）
「DRIVE」作曲・編曲（2021年2月3日）
「いまだけ」作曲・編曲　足立佳奈と共作（2022年9月30日）
Anonymouz
「Wonders of Art」 作曲（Anonymouzと共作）（2020年4月5日）
AKB48グループ
AKB48
「微笑の瞬間〈7秒後、君が好きになる〉」 作曲・編曲（2017年11月22日）
HKT48
「Lonely subway」 作曲・編曲（2024年9月11日）
稲垣潤一
「kamome」作詞・作曲　「ぶらり途中下車の旅」エンディングテーマ（2017年9月27日）
「追憶のバラード」作曲
「ワンダーハイウェイ」 作詞
「髪飾りの栞」作詞
岩田剛典
「Ready?」作詞（Takanori Iwata・TomoLowと共作）、作曲（TomoLowと共作）（2022年8月27日）
柏木ひなた
「Alca」作詞・作曲、編曲（TomoLowと共作）（2024年10月7日）TVアニメ『夏目友人帳 漆』オープニングテーマ
King & Prince
「ツキヨミ」作詞（いしわたり淳治）、作曲（TomoLowと共作）（2022年11月9日）TBS系 金曜ドラマ『クロサギ』主題歌
木山裕策
「幸せはここに」作詞（Manamiと共作）作曲・編曲（2019年2月4日）
倉木麻衣
「幸せの扉」作曲・編曲（2017年8月14日）
「きみと恋のままで終われない いつも夢のままじゃいられない」作曲・編曲　TVアニメ 名探偵コナン エンディングテーマ（2019年3月20日）
「Be Proud ～we make new story～」 作曲・編曲（2018年10月10日）
「Long Distance」 作曲・編曲（2019年8月14日）
「Can you feel my heart」作曲  テレビ東京 水ドラ25『#ラブコメの掟 ～こじらせ女子と年下男子～』主題歌（2021年4月21日）
「ベロニカ」作曲・編曲　 TVアニメ 名探偵コナン エンディングテーマ（2021年10月27日）
坂道シリーズ
乃木坂46
「僕のこと、知ってる?」作曲・編曲　映画『いつのまにか、ここにいる Documentary of 乃木坂46』主題歌 （2019年9月4日）
「アナスターシャ」作曲・編曲 （2020年3月25日）
「口ほどにもないKISS」 作曲・編曲（2021年1月27日）
「錆びたコンパス」 作曲・編曲（2021年6月9日）
「助手席をずっと空けていた」 作曲・共編曲（TomoLowと共作）（2023年12月6日）
「チャンスは平等」 作曲・編曲（2024年4月10日）
「ネーブルオレンジ」 作曲（2025年3月26日）
欅坂46
「渋谷川」作曲・編曲（2016年4月6日）
「一行だけのエアメール」作曲・編曲（2017年7月19日）
「バレエと少年」作曲・編曲（2017年7月19日）
櫻坂46
「Buddies」作曲・編曲（2020年12月9日）
「Microscope」共作曲・共編曲（Minechang、ペンギンス共作）（2021年4月14日）
「On my way」作曲・編曲（2021年10月13日）
「僕のジレンマ」共作曲・共編曲（TomoLowと共作）（2022年4月6日）
「僕たちの La vie en rose」共作曲・共編曲（TomoLowと共作）（2023年10月18日）
「マンホールの蓋の上」共作曲・共編曲（TomoLowと共作）（2023年10月18日）
「自業自得」作曲・編曲（2024年6月26日）
「Nightmare症候群」共作曲・共編曲（TomoLowと共作）（2025年2月19日）
日向坂46
「友よ 一番星だ」共作曲・共編曲（TomoLowと共作）（2023年4月19日）
「最初の白夜」共作曲・共編曲（TomoLowと共作）（2023年11月8日）
「43年待ちのコロッケ」作曲・編曲（2025年1月29日）
「You are forever」共作曲・共編曲（TomoLowと共作）（2025年5月21日）
「やらかした」作曲・編曲（2025年5月21日）
SixTONES
「Only Holy」作詞作曲 （TAKAROTと共作）
GENERATIONS from EXILE TRIBE
「Unchained World」 作曲・編曲（TomoLowと共作）NETFLIXオリジナルアニメアニメ『範馬刃牙』エンディングテーマ（2021年10月6日）
Thinking Dogs
「エキストラ」作曲（わちゅ〜共作）・編曲　テレビ東京系連続ドラマ『じゃない方の彼女』主題歌（2021年11月17日）
「24:55」編曲（2021年11月17日）
DISH//
「Get Power」 作曲・編曲（2020年2月26日）
DEEP
「Butterfly」 編曲（2018年5月30日）
DEEP SQUAD
「AMAZING DAYS」 作曲・編曲（2021年1月18日）
中川翔子
「LUCKY DIP」 作曲（2015年4月29日）
中島美嘉
「夜が明ける前に」作曲・編曲（2019年1月30日）
「恋をする」 作曲（2017年2月22日）
夏川りみ
「ハナサク」作曲・編曲（2019年8月28日）
「そばにいて」作詞作曲・編曲（2019年8月28日）
22/7
「叫ぶしかない青春」 作曲・編曲（2018年4月1日）
noovy
「Singin’ for you」  作曲・編曲（2018年2月7日）
「Wild」作曲・編曲（2018年9月5日）
「僕たちの花火　feat.あさぎーにょ」 作詞作曲・編曲 （2018年7月25日）
橋本裕太
「KAKERU」  作詞（Ozawaと共作）作曲・編曲（2018年6月27日）
「ねぇ」作曲・編曲（2017年8月9日）
「SLEEP」 作詞（Ozawaと共作）作曲・編曲（2017年12月13日）
HALCALI
「ヒミツ Cryin」（2012年5月30日）
HANDSIGN
「この手で奏でるありがとう」作曲・編曲（2018年9月19日）
「声手」作曲・編曲（2019年6月26日）
「新時代」作曲・編曲（2018年11月21日）
「僕が君の耳になる」作曲・編曲（2017年3月29日）
BE:FIRST
「Mainstream」作曲（Ryosuke“Dr.R”Sakai Ryosuke “Dr.R” Sakai, SKY-HI 共作）（2023年9月13日）
僕が見たかった青空
「飛ばなかった紙飛行機」 作曲・編曲（2023年8月30日）
WHITE SCORPION
「眼差しSniper」 共作曲・共編曲（TomoLowと共作）（2023年12月7日）
前田敦子
「selﬁsh」 作曲・編曲　「毒島ゆり子のせきらら日記」主題歌（2016年6月22日）
Manami
全楽曲作曲・編曲（「MissLittleVoice」「青い星のうた」除く）
milet
「Imaginary Love」作曲（milet､共作Ryosuke“Dr.R”Sakai共作）（2019年11月6日）
「The Hardest」 作詞（milet共作）作曲（milet､TomoLow共作）「七人の秘書」主題歌（2020年12月2日）
「One Touch」 作詞（milet共作）作曲（milet､TomoLow共作）（2020年12月2日）
「Anytime Anywhere」 作曲（milet､野村陽一郎共作）アニメ『葬送のフリーレン』エンディングテーマ（2023年9月29日）
みやかわくん　宮川大聖
「ロア」作曲（2020年7月8日）
「ミスターグリッチ」作曲（2020年7月8日）
「Moonlight」作曲・編曲（2019年4月10日）
「失い」作曲・編曲（2019年4月10日）
「Libero」作曲・編曲（2019年4月10日）
UNIONE
「リバイブ」作曲　映画『コードギアス 復活のルルーシュ』エンディング主題歌（2019年2月13日）
「アマンテ」作曲（2019年6月26日）
Little Glee Monster
「NO! NO!! NO!!!」作曲・編曲（2016年1月6日）
「幸せのかけら」作曲・編曲　NHKテレビ「グレーテルのかまど」エンディングテーマ（2017年5月31日）
「My Brand New Day」作曲（2018年11月14日）
「COLORS」 作曲（丸谷マナブ共作）（2017年9月13日）
「はじまりのうた」作曲（Carlos K共作）（2016年11月9日）
「WONDERLAND」作詞・作曲（ともにTomoLow共作）（2022年04月20日）